# Kennington (Nowa Zelandia)
Kennington – miasto w Nowej Zelandii, na Wyspie Południowej, w regionie Southland.